# Uscana johnstoni
Uscana johnstoni är en stekelart som först beskrevs av James Waterston 1926.  Uscana johnstoni ingår i släktet Uscana och familjen hårstrimsteklar. Inga underarter finns listade i Catalogue of Life.